# ᆠ
ᆠ는 한글 낱자의 ㆍ와 ㅜ가 합쳐진 것이다. ㆍ 소리를 내고 나서 잇달아 바로 ㅜ 소리를 낼 때 나는 소리이다. 현대 한국어에서는 쓰이지 않는다.

## 같이 보기
- 한글 낱자